# Yves-Marie André
Yves-Marie André (Châteaulin, 22 maggio 1675 – Caen, 25 febbraio 1764) è stato un filosofo, teologo, matematico, poeta, uomo di lettere e di scienza francese.
Yves-Marie André, detto "le Père André", nel 1693 entra nell'ordine dei gesuiti e dapprima insegna filosofia a Amiens e successivamente nel collegio di Mont a Caen ma per la sua adesione al giansenismo e al cartesianesimo di Malebranche, di cui fu amico e autore di una sua biografia , fu sospeso dall'insegnamento e trasferito a una cattedra di matematica a Caen dove rimase per 39 anni. 
Victor Cousin si interessò di far pubblicare le lettere postume di padre André, a cui dobbiamo ben diciotto opere, alcune delle quali in folio, sulla metafisica, l'idrografia, l'ottica, la fisica, l'architettura civile e militare ed anche trattati di letteratura, sermoni , catechesi ecc. 
Seguace del cartesianesimo, specialmente nella versione data da Malebranche con cui ebbe una intensa corrispondenza, si è distinto come teorico dell'estetica con un famoso saggio dal titolo Essai sur le beau. Pubblicato nel 1741, questo saggio resta un punto di riferimento per tutta l'estetica settecentesca finché il pensiero illuministico non propone altri criteri di giudizio. Con esso Andrè intende creare un canone di regole per produrre bellezza nell'arte sulla base di principi spiritualistici e razionalistici, più o meno alla maniera di Malebranche. Egli classifica gerarchicamente il "più" o il "meno" bello scrivendo: 
Questo schematismo critico, che pretende di "fissare" dei canoni di giudizio in base a dogmatismi assolutizzati era ciò che indignava Diderot, che vi si opporrà fortemente sia nella Lettera sui sordi e sui muti, pubblicata nel 1751, e sia nella Enciclopedia in quelle voci che riguardavano l'estetica. D'altra parte André era un gesuita e traduceva nelle sue considerazioni sul bello gli schemi della morale gesuitica, all'epoca assai importanti e influenti, poiché l'ordine dei Gesuiti aveva avuto dall Ancien Régime praticamente l'appalto dell'istruzione pubblica in Francia.